# Batalla de Lutsk-Brody-Rovno
La batalla de Lutsk-Brody-Rovno fue un enfrentamiento militar de la Segunda Guerra Mundial entre carros de combate soviéticos y alemanes.
El 23 de junio de 1941, en el triángulo firmado por las ciudades ucranianas de Lutsk, Brody y Rovno se libró la batalla de encuentro de tanques más grande que hasta ese momento se hubiera registrado en la historia de la humanidad, la más grande de las libradas durante la Operación Barbarroja y la mayor del período inicial de la guerra (22 de junio de 1941 a 19 de noviembre de 1942); por el número de carros de combate la segunda mayor de la Segunda Guerra Mundial, solo inferior a la batalla de Kursk. En ella participaron por ambas partes unos dos mil tanques. En encarnizados combates, las tropas soviéticas, apoyadas por la aviación, fueron derrotadas por el 1.º Panzergruppe (coronel-general Kleist) y al 6.º ejército (Mariscal von Reichenau)

## Preparativos
22 de junio, después de romper la línea del ejército soviético en el cruce entre la zona de defensa del 5.º ejército (comandado por el general Mikhail Ivanovich Popatov) y el 6.º ejército (comandado por el mando del general Ivan Nikolaievich Muzychenko); El 1.º Ejército de Tanques (Alemania) del general Paul Ludwig Ewald von Kleist continuó desarrollando ataques a las líneas Radekhov y Berestechko. El 24 de junio, los tanques alemanes habían llegado a las orillas del río Stir. El ejército soviético que defendía la zona del río Stir estaba formado por la 131.ª división mecanizada del 9.º ejército mecanizado comandada por el general Konstantin Rokossovsky. Al amanecer del 24 de junio , el 20.º regimiento de tanques de la 24.ª división mecanizada del coronel Fradkov Katukov fue repentinamente atacado por la 13.ª división de tanques alemana. Los alemanes capturaron a 300 prisioneros y destruyeron 33 tanques BT.
En una orden (Directiva n.º 3) que se consideró inaplicable a última hora del 22 de junio, el Cuartel General del Mando Supremo del Ejército Soviético solicitó al Frente Sudoeste: "Durante los días 23 y 24 de junio se deben organizar incursiones concéntricas en la dirección general de Lublin para rodear y destruir al ejército alemán que irrumpió en la zona de Vladimir - Volynsky - Krystynopol. Antes del 24 de junio, la región de Lublin debe ser dominada ".Aunque el Jefe del Estado Mayor GK Zhukov (en ese momento representante del Cuartel General en el Frente Sudoeste) no aceptó contraatacar porque no entendía la situación del enemigo, el Jefe Adjunto del Estado Mayor NF Vatutin estuvo de acuerdo. Sabía que todo había sido decidido por IV Stalin.El general MA Purkaev, jefe de Estado Mayor del Frente Sudoeste, sugirió tomar 5 divisiones de infantería 45, 62, 87, 124, 135 (cada división solo tiene dos regimientos) y el 22.º cuerpo mecanizado (nuevo, solo se reunieron 2 divisiones) Atacar a las 5 divisiones de tanques y 5 de infantería alemanas en esta área era imposible y se requería una defensa continua. Sin embargo, el comandante del Frente, el general MP Kirponos, tuvo que seguir la opinión del miembro del Consejo Militar del Frente, comisario político del Cuerpo NN Vashughin, cuando éste pidió firmemente un contraataque.
El 1° Ejército de Tanques (Alemania) de Paul Kleist recibió órdenes de ocupar los cruces del río Nam Bug y avanzar hacia Rovno, Korosten y el objetivo estratégico de Kiev. Dos cuerpos de tanques de este ejército se desplegaron entre Lvov (Lviv) y Rovno con el objetivo de cortar el ferrocarril Lvov-Kiev. Frente a los alemanes en el ferrocarril Lvov-Kiev estaban el 6.º ejército (soviético) del Frente Sudoeste y unidades de reserva.

## Planes operativos y fuerzas militares de ambos bandos.

### ejército soviético

#### plan de combate
Debido a que no entendían la situación en el frente cuando el ejército nazi atacó repentinamente el 22 de junio de 1941, el Comando del Frente Suroeste sólo abogó por contener al enemigo con las fuerzas del segundo equipo en la línea Korosten, Novograd-Volynskyi, Shepetovka. Staro-Kostiantinov y Proskurovka. En opinión del Estado Mayor del Frente Sudoeste, mantener al ejército alemán en esta línea dará más tiempo para preparar un contraataque general. Sin embargo, al discutir el plan del jefe del departamento político del frente, el comisario político NN Vashughin lo consideró desmoralizador. El comandante del frente, el teniente general MP Kirponos, aunque estaba de acuerdo con el general MA Purkaev sobre la razonabilidad de la propuesta de defensa, se vio obligado a concluir: "Una orden es una orden, debe ser obedecida". El Frente Suroeste tuvo que contraatacar en condiciones en las que las tropas no estaban totalmente concentradas.
En la tarde del 22 de junio, el general VD Paniukhov llegó al 5.º Ejército para transmitir al general MI Potapov la orden de utilizar el 22.º Cuerpo Mecanizado y la 135.ª División de Infantería para contraatacar a Vladimir-Volynskyi. Se ordenó al 6.º ejército del general IN Muzychenko que utilizara el 15.º cuerpo mecanizado para atacar a Radekhov, enviando el 8.º cuerpo mecanizado del general Varennikov hacia Brody. También se movilizaron el 9.º cuerpo mecanizado (en Novograd-Volynskyi) y el 19.º cuerpo mecanizado (en Zhytomyr), todavía a 300 km de la ruptura. Como el segundo equipo todavía se encontraba a entre 150 y 200 kilómetros de la frontera, se ordenó a las unidades mecanizadas que aumentaran su velocidad de operación al máximo. La disposición de tropas anterior fue la consecuencia de juzgar mal la dirección de ataque principal del 1.º Ejército de Tanques (Alemania). Debido al juicio de que aunque la dirección Lublin - Lutsk tenía un terreno amenazador para el norte de Lvov, el lado occidental de esa línea no tenía una red de carreteras favorable, el Frente Sudoeste (Unión Soviética) no anticipó el avance de las unidades alemanas tanques apuntados aquí. Por tanto, los cinco cuerpos mecanizados del Frente Sudoeste no pudieron llegar al campo de batalla al mismo tiempo. Aunque el general MA Purkaev dijo que "si cada cuerpo mecanizado fuera enviado a la batalla, sería como conectar lanzas al enemigo", el plazo de ataque fijado casi de inmediato le obligó a no poder llevar a cabo sus intenciones.

#### Fuerza militar
Equipo 1:
- El 8.º Cuerpo Mecanizado del general DI Riabyshev marchó hacia Brody en la mañana del 24 de junio para atacar Berestechko. El equipamiento del cuerpo incluye 133 tanques, incluidos los tipos T-34 y KV .
- El 15.º Cuerpo Mecanizado del general II Karpezo dejó una parte para defender a Radekhov, la mayoría atacó el ala sur del 1.º Ejército Panzer (Alemania) desde el sureste hasta Berestechko y, al mismo tiempo, relevó a la división de infantería. 154 tanques BT y vehículos blindados T-26 (del tipo con dos torretas).

Equipo 2:
- El 22.º Cuerpo Mecanizado, comandado por el general SM Kondrucev, fue reforzado con la 135.ª División de Infantería y la 1.ª Brigada de Artillería Antitanques para atacar el ala norte del 1.º Ejército de Tanques (Alemania) en dirección Vladimir-Volynskyi, al mismo tiempo. Relevó a la 87.ª División de Infantería. El equipamiento del cuerpo incluía 30 tanques KV, 54 tanques BT-7 y 78 vehículos blindados T-26.[6]
- El 9.º Cuerpo Mecanizado del general KK Rokossovsky está a 150 km del frente y sólo puede llegar al campo de batalla después de al menos 2 días. El equipamiento del cuerpo incluye 86 tanques BT y 112 vehículos blindados T-26.[6]
- El 19.º Cuerpo Mecanizado del general NV Feklenko también se encuentra a 250 km del frente y sólo puede llegar al campo de batalla después de al menos 3 días. El cuerpo está equipado con 129 tanques BT.[7]

### ejército alemán nazi

#### plan de combate
El Grupo de Ejércitos Sur (Alemania) organizó en esta zona su fuerza de choque más poderosa, incluido el 1.º ejército de tanques del general Paul Ludwig Ewald von Kleist (6 divisiones de tanques, 3 divisiones mecanizadas) y el 17.º ejército del general Carl-Heinrich von Stülpnagel (2 divisiones motorizadas, 7 divisiones de infantería) con el objetivo de abrir la ruta más corta a Kiev a través de Radekhov, Berestechko, Kovel, Dubno. Las divisiones de tanques del general Paul Kleist avanzarán por dos carreteras asfaltadas desde Druzkopol (norte) y Radekhov (sur), hasta encontrarse en Berestechko. En la siguiente fase, el 1.º Ejército de Tanques (Alemania) continuó lanzando dos ataques desde Berestechko a través de Demklovka (Norte) y Kovel (Sur), convergiendo en Dubno. El 17.º Ejército aseguró el flanco sur y el 6.º Ejército aseguró el flanco norte del 1.º Ejército Panzer. La intención original del Grupo de Ejércitos Sur (Alemania) era que después de una semana de combates, rodearía y aislaría a 11 divisiones de infantería soviéticas que defendían ambos. la nueva zona fronteriza así como la zona de defensa en la antigua frontera.

#### Fuerza militar
- El 1.º Ejército de Tanques (Alemania) está equipado con alrededor de 500 tanques T-III y T-IV, incluidas las divisiones de tanques 9.ª, 11.ª, 14.ª y 15.ª y la 13.ª división mecanizada de los 43.º y 43.º cuerpos mecanizados.
- El ala sur del 6.º Ejército de Campaña estaba formada por la 6.ª División de Infantería y la 23.ª División Mecanizada, con 72 tanques.
- El ala norte del 17.º Ejército de Campaña estaba formada por la 57.ª División de Infantería y el 44.º Cuerpo Mecanizado, con 128 tanques.

## Desarrollo
El 23 de junio, después de que el general GK Zhukov , jefe del Estado Mayor del ejército soviético, regresara de inspeccionar el 8.º cuerpo mecanizado, los generales MP Kirponós y MA Purkayev informaron de la imposibilidad de concentrar completamente las tropas que tendrían que lanzar un contraataque. en Klevan y Dubno con solo las fuerzas que ahora se han acercado al campo de batalla, los cuerpos mecanizados 8.º y 15.º organizados en el escuadrón 1, el 2.º cuerpos mecanizados en el escuadrón 2. Dondequiera que los cuerpos mecanizados 9.º y 19.º se acerquen al campo de batalla, participarán en. combate. GK Zhukov estuvo de acuerdo con este plan y pidió verificar constantemente la coordinación entre el cuerpo de ejército y la fuerza aérea del frente.
A partir del 24 de junio, la guerra se desarrolló de forma totalmente distinta a los planes del Comando del Frente Sudoeste . En el flanco norte, la 135.ª División de Infantería fue reforzada con la 1.ª Brigada de Artillería Antitanques comandada por el general Moskalenko y tuvo dificultades para bloquear el ataque de los tanques alemanes a la entrada de Lutsk. Después de quemar 41 tanques alemanes, los cañones antitanques soviéticos se quedaron sin munición y fueron aplastados uno por uno. El Comando del Frente Sudoeste se vio obligado a lanzar el 22.º cuerpo mecanizado a la guerra antes de lo previsto. Sin embargo, sólo la 19.ª División Panzer y la 215.ª División Mecanizada lograron llegar al campo de batalla. Las dos 41 divisiones de tanques con tanques de 31 KV todavía están en marcha. El mariscal de campo Gerd von Rundstedt pidió al general Wolfram von Richthofen que lanzara a la batalla todos los aviones de ataque de la 4.ª Fuerza Aérea (Alemania). Con superioridad aérea, los aviones de ataque alemanes infligieron graves daños a la 215.ª división mecanizada y a la 19.ª división de tanques, lo que obligó a las unidades soviéticas a dejar de atacar después de perder la mitad de sus tanques. El general von Kleist aprovechó esta oportunidad y envió dos divisiones de tanques para cortar las rutas de comunicación del 5.º Ejército (Unión Soviética). El 22.º Cuerpo Mecanizado (Unión Soviética) tampoco pudo atacar Dubno como estaba previsto.
A pesar de haber quedado paralizada y gravemente dañada por los ataques aéreos, la fuerza aérea del Frente Sudoeste intentó despegar para apoyar los combates en tierra. Pero los escuadrones de bombarderos que no contaban con el apoyo de cazas sufrieron grandes pérdidas. Los aviones del Regimiento IV, 3.ª División Aérea de Cazas (Alemania) derribaron 24 bombarderos soviéticos ANT-40 el primer día de la guerra. Entre las víctimas se encontraba el comandante de la 86.ª división de bombardeo de largo alcance de la Fuerza Aérea, el general de división Sorokin. Sólo 20 aviones de los 251 bombarderos ANT-40 siguen operativos. La Fuerza Aérea Alemana también sufrió grandes pérdidas: 28 aviones fueron derribados y otros 23 resultaron dañados (incluidos 8 He 111 y Ju 88).
También el 24 de junio, el 8.º cuerpo mecanizado del general DI Ryabyshev contraatacó a Berestechko. Equipado con muchos buenos tanques, este cuerpo derrotó a la 110.ª división motorizada (Alemania) y se acercó a Berestechko, amenazando el flanco izquierdo del 11.º cuerpo de tanques alemán. Como aún no habían reunido todas sus fuerzas, el 15.º cuerpo mecanizado del general II Karpezo tuvo que atacar Radekhiv sin que la 212.ª división mecanizada lo acompañara en misiones de reconocimiento. Como resultado, al encontrarse con la 11.ª División Panzer (Alemania), bloquearon el ataque con apoyo absoluto de la fuerza aérea alemana, a pesar de derrotar a la 57.ª División de Infantería en el flanco derecho del 48.º Cuerpo Mecanizado (Alemania) con 20 tanques y 16. Las armas autopropulsadas del ejército alemán fueron destruidas, pero el 15.º cuerpo mecanizado también sufrió daños importantes. Para apoyar al 48.º Cuerpo de Ejército, el general von Kleist tuvo que enviar dos divisiones de tanques más del 44.º Cuerpo Mecanizado a esta zona.
 

El general y jefe del Estado Mayor del ejército nazi, Franz Halder, escribió en su diario:
El enemigo está trayendo cada vez más fuerzas nuevas desde la retaguardia para contrarrestar los fuertes ataques con nuestros tanques... Como predijimos, utilizaron una gran cantidad de tanques para atacar el flanco trasero al sur del 1.er Ejército Panzer Air. movimiento de varias unidades.	"
—Franz Halder,
El 19.º Cuerpo Mecanizado, comandado por el general Nikolai Vladimirovich Feklenko, recibió la orden de avanzar hacia la zona fronteriza desde la tarde del 22 de junio, pero debido a los ataques aéreos de los bombarderos alemanes a lo largo de la ruta, no fue hasta la tarde del 24. En junio, sus unidades de avanzada llegaron a la zona de Mlynov (Mlyniv) en el río Ikva. La 40.ª División Mecanizada tuvo enfrentamientos con la 13.ª División de Tanques (Alemania). La 43.ª División Mecanizada, nada más llegar a las proximidades de Rovno , sufrió daños por los bombardeos de la fuerza aérea alemana . En la mañana del 25 de junio, el 9.º cuerpo mecanizado y la 1.ª división de tanques del 19.º cuerpo mecanizado (Unión Soviética) estaban presentes en la zona occidental de Rovno. Para hacer frente al nuevo ejército de tanques soviéticos que aparecía en el flanco izquierdo, el general von Kleist tuvo que movilizar al 13.º cuerpo mecanizado de las fuerzas de reserva en esta dirección. A las 6 de la tarde del mismo día, los regimientos de tanques 79 y 86 de la 43.ª división de tanques y el 19.º cuerpo mecanizado atravesaron la línea de defensa de la 11.ª división blindada (Alemania), llegaron a las afueras de Dubno y ocuparon los cruces del río Ikva. .
Debido a la retirada de las divisiones del ala izquierda del 36.º Cuerpo de Infantería, tanto el flanco izquierdo como el derecho de la 40.ª División Panzer (soviética) quedaron desprotegidos. El comandante del 19.º cuerpo mecanizado decidió retirar parte de la 43.ª división de tanques de Dubno para proteger el agujero en la zona de Rovno , pero no llegó a tiempo. La 11.ª División Panzer (Alemania), protegida por la 16.ª División Panzer en su flanco izquierdo, pasó por alto la zona fortificada y avanzó profundamente hacia la retaguardia del ejército soviético. Con el objetivo de derrotar al enemigo y establecer contacto con las divisiones de infantería 87.ª y 124.ª que estaban sitiadas en las zonas de Voynitsy (Voynitsa) y Milyatino (Mylyatin), en la tarde del 25 de junio, el general II Karpezo envió las divisiones de tanques 10 y 37 atacadas. desde Radekhiv hasta Berestechko. Mientras cruzaba el río, la 10.ª División Panzer fue contraatacada por tropas alemanas y se vio obligada a retirarse.
Al amanecer del 26 de junio, el comandante del 8.º cuerpo mecanizado, general DI Ryabyshev, llevó la 34.ª división de tanques a Radyvyliv, la 12.ª división de tanques había llegado a Brody y la 7.ª división mecanizada todavía estaba en Busk , en el río Tay Bug. . Decidió atacar sin esperar a la 7.ª división mecanizada y pidió al Frente Sudoeste que movilizara apoyo aéreo. Sin embargo, el general II Karpezo , comandante del 15.º cuerpo mecanizado, solicitó posponer el tiempo de ataque para esperar la llegada de la 8.ª división de tanques para complementar las tropas que habían sufrido grandes pérdidas durante tres días de combates. Al comprender que la 8.ª División Panzer acababa de empezar a salir al oeste de Lvov , el comandante del Frente Suroeste telegrafió a II Karpezo : "Sigue la orden".
El 8.º Cuerpo Mecanizado (Unión Soviética) lanzó un ataque como estaba previsto a las 6:00 a. m. con las fuerzas de las divisiones de tanques 12 y 34. Esa mañana, la 12.ª división de tanques del mayor general TA Mishanin superó el río Slonovk, recuperó el puente sobre este río y. A las 16:00 horas recuperaron la ciudad de Leshnev. En el flanco derecho, la 34.ª división de tanques del coronel IV Vasiliev destruyó la fuerza de la guardia alemana, capturando a 200 prisioneros y 4 tanques. Al final del día, las divisiones de tanques habían penetrado de 8 a 15 km en dirección a Berestechko , persiguiendo a la 57.ª División de Infantería y empujando a la 16.ª División Panzer (alemana) al otro lado del río Plyashenvka. Debido a que el 15.º cuerpo mecanizado no pudo participar en el ataque como estaba planeado, el ataque del 8.º cuerpo mecanizado se volvió solitario, no lo suficientemente fuerte como para penetrar la línea del frente alemana. Desde el inicio de la guerra, este cuerpo tuvo que marchar más de 500 km; los ataques aéreos alemanes y problemas técnicos eliminaron del combate la mitad de sus tanques y artillería. La Fuerza Aérea Alemana descubrió el Cuartel General del 15.º Cuerpo Mecanizado y lo bombardeó intensamente, causando grandes daños. El general de división I. I. Karpezo , comandante del cuerpo, resultó gravemente herido. El comandante interino del cuerpo fue nombrado coronel GI Ermolaev, subcomandante. Al darse cuenta de la amenaza en el área del flanco de la 48.ª división de tanques, los alemanes enviaron rápidamente a esta área la 16.ª división mecanizada y el 670.º regimiento de artillería equipado con cañones antitanques de 88 mm. Al anochecer, las tropas alemanas comenzaron a contraatacar a las fuerzas mecanizadas soviéticas.

También el 26 de junio de 1941, un reconocimiento militar soviético descubrió que unidades motorizadas alemanas habían llegado a los ríos Ikva y Sytenka . La 62.ª División Mecanizada se movió desde el sur de Dubno hacia Brody para bloquear la 11.ª División Panzer (Alemania). En dirección a Brody , la 212.ª división mecanizada del 15.º cuerpo mecanizado había irrumpido en Brody la noche anterior y atacó en dirección a Berestchko , pero no le quedaban fuerzas para llegar al destino. El ataque desde el flanco norte por parte de la 20.ª división de tanques del 9.º cuerpo mecanizado (la primera unidad del cuerpo en llegar al frente) también logró resultados limitados. Debido a la falta de dirección y apoyo de la fuerza aérea, las unidades terrestres sufrieron grandes daños. El general EX Ptukhin fue llamado a Moscú y el teniente general FA Astakhov fue nombrado comandante de la fuerza aérea del Frente Sudoeste. En la tarde del 26 de junio, mientras el jefe de Estado Mayor del Frente, general MA Purkaev, proponía pasar a la defensa porque no quedaban fuerzas de reserva para desarrollar un ataque, Moscú envió el siguiente telegrama al Frente:
El cuartel general prohibió la retirada y solicitó la continuación de los contraataques, no permitiendo a los invasores un día de paz.	"
— Autorizado por la Sede. Jefe del Departamento de Operaciones. Malandín

## Resultado
La batalla de tanques Dubno-Lutsk-Brody causó graves daños al cuerpo mecanizado soviético. La mayoría de los viejos tanques BT y vehículos blindados T-26 y T-28 fueron destruidos. La mitad de ellos fueron eliminados del combate por los bombarderos alemanes. El 8.º Cuerpo Mecanizado fue aniquilado. Los cuerpos mecanizados 9, 15, 19 y 22 sufrieron grandes pérdidas. Después de esta batalla, el Frente Sudoeste (Unión Soviética) tuvo que recurrir a unidades de artillería antitanques para bloquear el paso al 1.º Ejército de Tanques (Alemania) debido al gran número de tanques T-34 KV reforzados por la retaguardia. El número de tripulaciones competentes en el uso del nuevo tanque no es elevado. Además de verse sorprendido por el ataque, el error fundamental del Frente Sudoeste fue contraatacar apresuradamente sin poder reunir suficientes tropas de tanques en un bloque de combate fuerte. Además, la orden de contraatacar inmediatamente desde el Cuartel General del Mando Supremo del Ejército Soviético también agravó la situación. Si bien aún no se entendía la situación, los contraataques a menudo no tenían como objetivo a las principales tropas de tanques alemanes y fueron contraatacados por estas unidades desde ambos flancos. Otro error fue que el comandante del 8.º cuerpo mecanizado dividió su ejército en dos alas cuando las fuerzas ya eran escasas y no podían apoyarse entre sí. La asignación del comisario político NK Popel, que no había sido entrenado en tanques, para comandar el grupo de ejército más importante para atacar rápidamente Dubno fue también una de las razones por las que el ataque fue solitario y rápidamente rodeado por tropas alemanas.Incapaz de asumir la responsabilidad por el fracaso del 8.º ejército mecanizado, el 30 de junio, Vashughin, miembro del consejo militar del frente suroeste y comisario político del cuerpo NN, se suicidó.
 

Aunque el 1.º Ejército Panzer alemán también sufrió grandes pérdidas, recibió refuerzos de la retaguardia alemana tanto en nuevos tanques como en tripulaciones y rápidamente recuperó fuerzas. La Luftwaffe también jugó un papel importante en la batalla de Dubno-Lutsk-Brody. Completó dos tareas a la vez, restringiendo simultáneamente la fuerza aérea de bombarderos soviéticos tanto como fuera posible y atacando y destruyendo muchos tanques soviéticos en tierra. La batalla de tanques Dubno - Lutsk - Brody detuvo el avance del Grupo de Ejércitos Sur (Alemania) durante la primera semana de la guerra. Debido a que la mayoría de las tropas de tanques fueron atraídas en dirección a Dubno-Lutsk-Brody, los ejércitos 6 y 17 alemanes no pudieron lanzar incursiones contra las fuertes defensas de la Unión Soviética en la antigua frontera. El general de tanques alemán Hermann Hoth escribió en sus memorias:

El Grupo de Ejércitos Sur sufrió los mayores daños de todos. La defensa enemiga contra grandes unidades del ala norte fue expulsada de la frontera. Pero después de nuestro golpe sorpresa, se recuperaron rápidamente y utilizaron contraataques de las fuerzas de reserva y unidades de tanques ubicadas en la retaguardia para bloquear el avance del 1.er Ejército de Tanques. A pesar del apoyo del 6.º Ejército, el 28 de junio, el 1.er Ejército de Tanques todavía estaba. incapaz de avanzar. Los fuertes contraataques del enemigo fueron un obstáculo importante en el camino del avance de las unidades del ejército alemán.
—Hermann Hoth,

El fallido contraataque de tanques en la zona de Dubno-Lutsk-Brody empujó al Frente Sudoeste (Unión Soviética) a una situación difícil. En Ostroh se formó un importante trampolín ofensivo para el ejército alemán en dirección a Shepetovka - Kiev. Bloqueando al 1.º Ejército de Tanques (Alemania) en esta dirección solo estaba el Grupo de Ejércitos MF Lukin con muy pocos tanques. Desde este trampolín, el 1.º Ejército Panzer (Alemania) puede maniobrar libremente hacia el Norte para atacar al 5.º Grupo de Ejércitos o hacia el Sur para rodear a los Grupos de Ejércitos 6.º y 12.º (Unión Soviética) o atacar directamente a Kiev.